# Cerodontha poolei
Cerodontha poolei är en tvåvingeart som beskrevs av Spencer 1986. Cerodontha poolei ingår i släktet Cerodontha och familjen minerarflugor.
Artens utbredningsområde är Colorado. Inga underarter finns listade i Catalogue of Life.